# Gălăteni
Gălăteni es una comuna ubicada en el distrito de Teleorman, Rumania.

## Superficie
Posee una superficie de 68,70 kilómetros cuadrados.

## Demografía
Hasta 2021 la población era de 2426 habitantes, con una densidad de población de 35,31 habitantes por kilómetro cuadrado.